# Le Fumeur (Hals)
Le Fumeur est une peinture à l'huile sur panneau du peintre hollandais de l'âge d'or Frans Hals, réalisée en 1626 et conservée au Metropolitan Museum of Art de New York.

## Peinture
La peinture est une scène de genre, également connue sous le nom de Trois Têtes.  Elle montre un garçon à l'air narquois soufflant sur une longue pipe en argile. Il regarde le spectateur tandis qu'une jeune fille avec un large col le serre dans ses bras en riant. Derrière eux, une femme portant un foulard peut être vue tenant une sorte de cruche en métal.

## Analyse
Dans son catalogue de 1910 des œuvres de Frans Hals, l'historien de l'art Hofstede de Groot a qualifié ce tableau de copie d'une version ronde et a écrit :

« 133. LE FUMEUR ET SA FILLE. B. 114 ; M. 211,212. Au centre se trouve la tête d'un jeune, vue presque de face mais inclinée vers la gauche. Il tient une longue pipe en argile dans sa main gauche. Derrière lui à gauche se trouve la tête d'une fille qui le regarde. Sa main gauche repose sur son épaule gauche. Dans le fond droit, la tête d'une vieille femme est esquissée en vert clair. Derrière la tête des jeunes et des filles se trouve un rideau. Très expressif et largement peint. En excellente conservation. Daté par Bode de 1625. Panneau circulaire de 14 pouces de diamètre. Une réplique octogonale sur panneau, 17 1/2 pouces sur 18 1/2 pouces se trouve au Metropolitan Museum, New York, catalogue 1905, n° 234. Il a été montré à la Royal Academy Winter Exhibition, Londres, 1887, n° 95 ; il était alors dans la collection de RG Wilberforce, Londres. Il est entré dans la collection de Henry G. Marquand, New York, qui l'a présenté au Musée en 1888. La tête du fumeur est très bonne et tout à fait digne de Frans Hals ; les deux autres têtes sont moins bonnes. La main droite de l'homme montre une variation par rapport à l'original ; ici, il tient la pipe avec l'index, et non entre l'index et le pouce. De plus, la figure de la femme à droite est beaucoup plus grande et tient une cruche. Dans la collection Von Hippel. Donné à Königsberg avec d'autres photos de la collection par Regierungs-président Von Hippel de Bromberg, 1837. »

— Au Musée municipal de Königsberg, catalogue de 1894, no 75.
Cette peinture pourrait être liée aux pendants de Schwerin dans lesquels un garçon porte une veste à manches fendues similaire. Cette paire a longtemps été considérée comme faisant partie d'une série sur les cinq sens, où le garçon à la flûte symbolise l'ouïe et le garçon qui boit symbolise le goût :

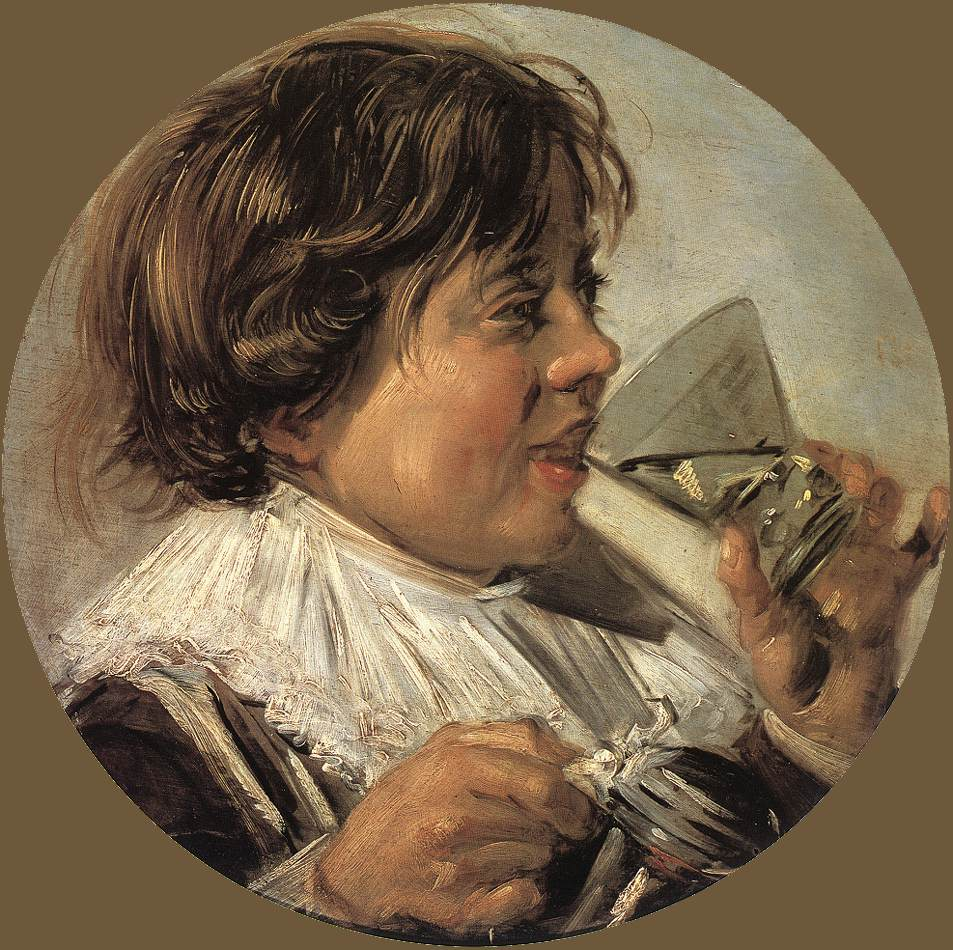
Garçon avec un verre et une cruche en étain.
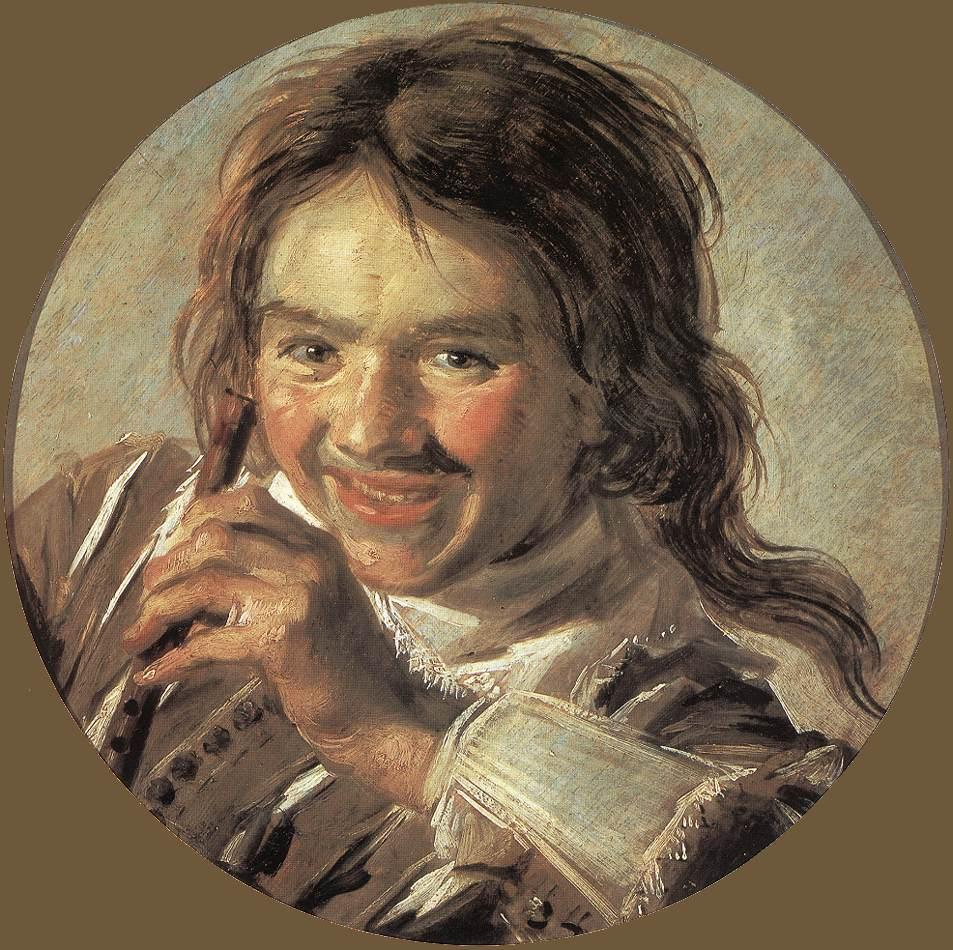
Garçon qui rit avec une flûte.

Le positionnement par Hals des deux personnages avec un personnage majeur accompagné d'un « complice » était commun à plusieurs de ses peintures des années 1620 :

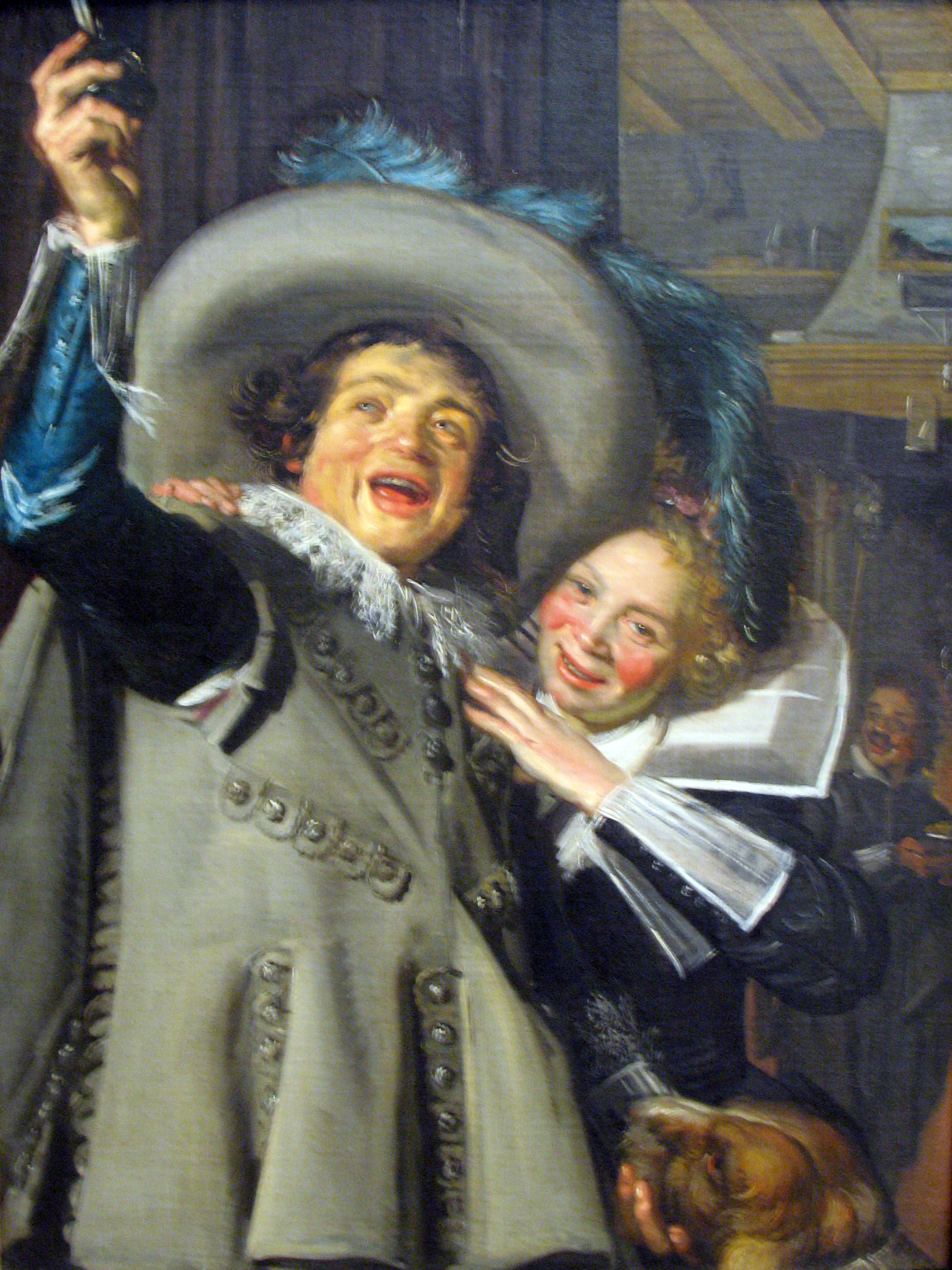
Le Jeune Ramp et sa Belle, avec un complice à droite et un autre en arrière-plan à droite.
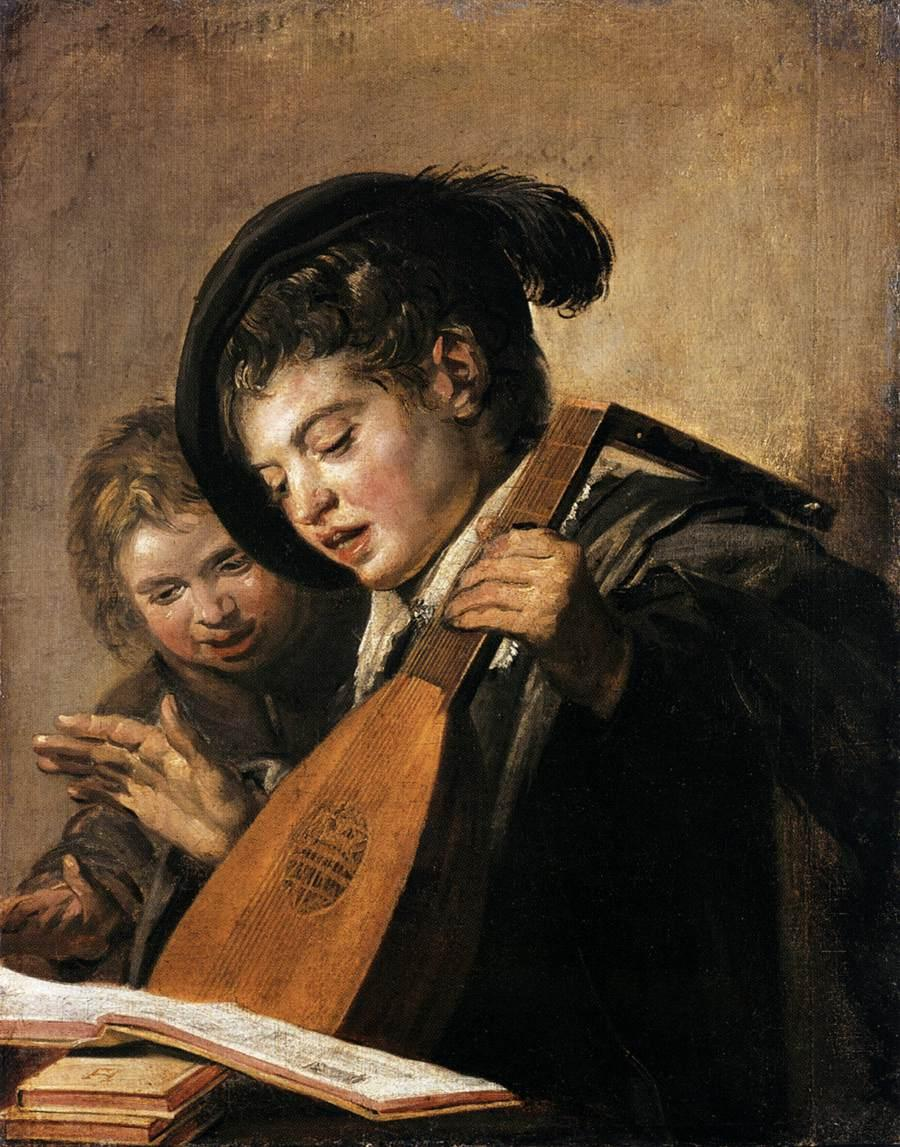
Deux Garçons chantant, avec un complice à gauche.
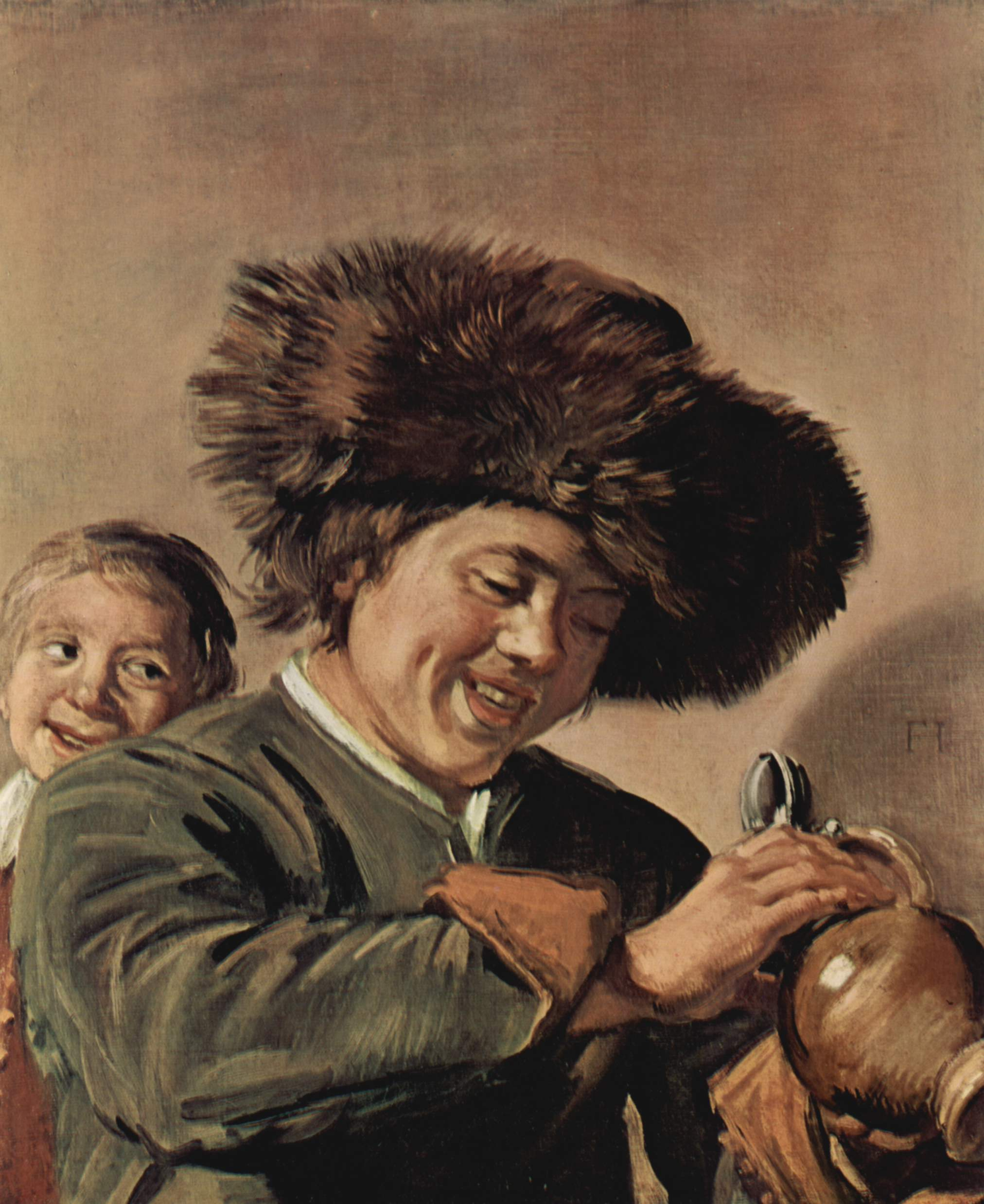
Deux Garçons qui rient avec une chope de bière, avec un complice à droite.
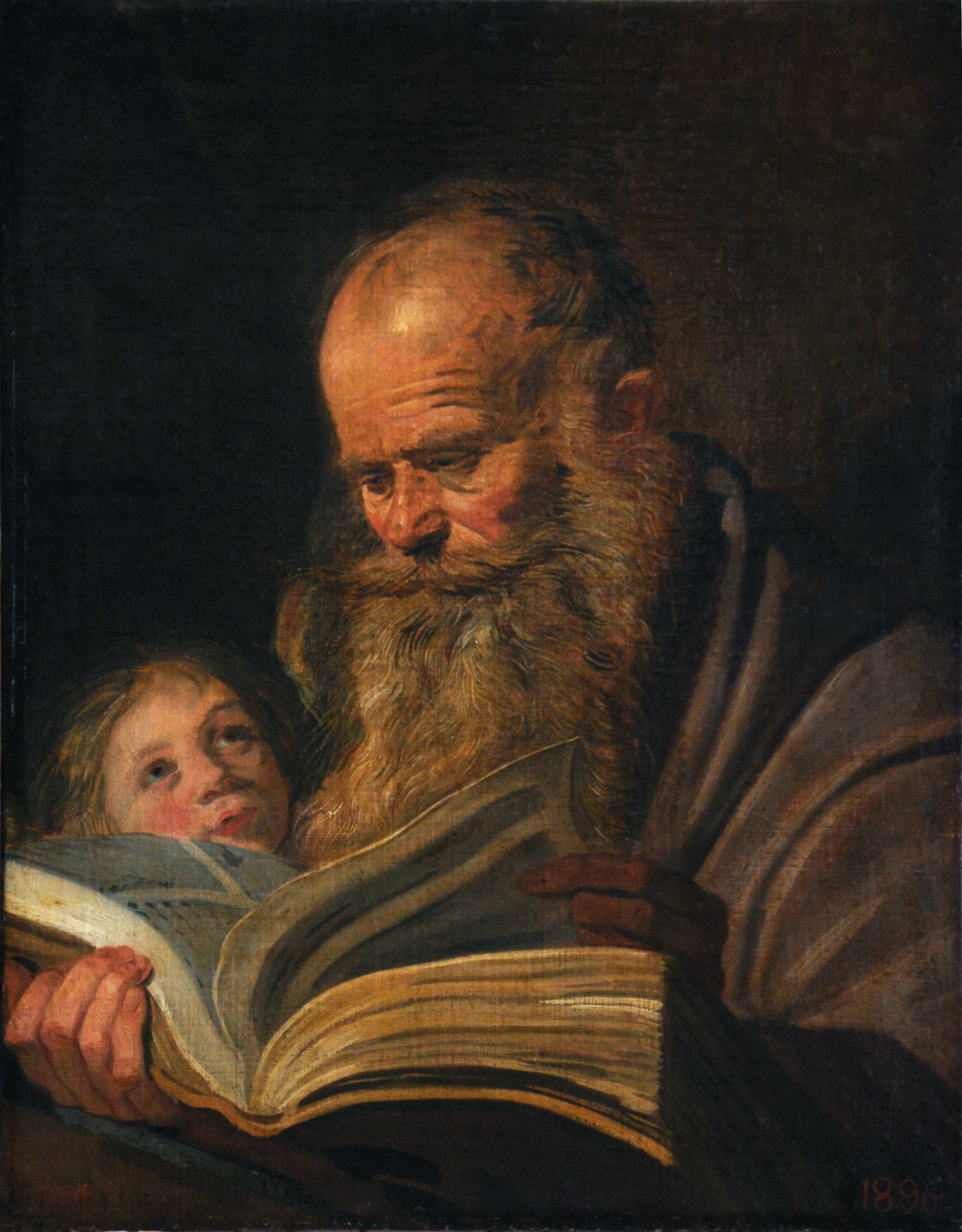
L'Évangéliste Matthieu et l'Ange, avec un complice à gauche.

## Voir également
- Liste des peintures de Frans Hals